# Gemma z Goriano Sicoli
Gemma di Goriano Sicoli (ur. ok. 1375 w San Sebastiano, zm. 13 maja 1439 w Goriano Sicoli) – święta katolicka, rekluza z Italii.
Urodziła się w San Sebastiano (dziś w gminie Bisegna), ale potem wraz z rodziną przeniosła się do Goriano Sicoli. Jako młoda dziewczyna była pasterką owiec. Podobno przechodziła różne próby, między innymi chciano ją nakłonić do czynów nieczystych, ale swą postawą potrafiła przekonać napastujących ją. Jeden z nich hrabia Ruggiero, wybudował jej celkę obok kościoła świętego Jana Chrzciciela z oknem wychodzącym na ołtarz. Tak przeżyła 43 lata. Kult zaaprobował w 1890 roku papież Leon XIII. Wspomnienie liturgiczne obchodzone jest w dies natalis. Jest otoczona szczególnym kultem w Abruzji.